# Spetsstjärtad grönduva
Spetsstjärtad grönduva (Treron apicauda) är en fågel i familjen duvor inom ordningen duvfåglar.

## Utseende
Spetsstjärtad grönduva är en huvudsakligen lysande gulgrön duva med karakteristiskt förlängda centrala stjärtpennor. Båda könen har grå stjärt, grön mantel och limegrön övergump. Hanen har orangefärgad anstrykning på bröstet. Underarten lowei (se nedan) är relativt distinkt med avsaknad av orange anstrykning på bröstet hos hanen, gulare övergump, befjädrad tygel och något annorlunda struktur på de två yttre handpennorna. Kroppslängden är 32–36 cm för hanen, 28 cm för honan.

## Utbredning och systematik
Spetsstjärtad grönduva delas in i tre underarter med följande utbredning:
- Treron apicauda apicauda – förekommer vid foten av bergstrakter från nordöstra Indien till sydvästra Kina och södra Myanmar (Tenasserim)
- Treron apicauda lowei – förekommer i bergstrakter i Thailand, centrala Laos och centrala Vietnam
- Treron apicauda laotianus – förekommer i bergstrakter i Laos och norra Vietnam

## Status och hot
Arten har ett stort utbredningsområde och en stor population med stabil utveckling och tros inte vara utsatt för något substantiellt hot. Utifrån dessa kriterier kategoriserar internationella naturvårdsunionen IUCN arten som livskraftig (LC). Världspopulationen har inte uppskattats men den beskrivs som lokalt vanlig till ovanlig.